# Государственный совет Российской империи
Государственный совет Российской империи (также иногда сокращённо — Госсовет) — высшее законосовещательное учреждение при императоре Всероссийском в 1810—1906 годах, позднее, в 1906—1917 годах — законодательный государственный орган, фактически — верхняя палата парламента Российской империи, существовавшая наряду с нижней палатой — Государственной думой.

## Государственный совет в 1810—1906 годах
О создании Государственного совета было объявлено манифестом «Образование Государственного совета» императора Александра I, изданным 1 (13) января 1810 года. Предшественником Госсовета был Непременный совет, учреждённый 30 марта (11 апреля) 1801 года, который неофициально также именовался Государственным советом, поэтому дату основания последнего иногда относят к 1801 году.
Образование Государственного совета было одним из элементов программы преобразования системы власти в России, разработанной М. М. Сперанским в рамках либеральных реформ начала XIX века. Цели его создания были подробно раскрыты в записке Сперанского «О необходимости учреждения Государственного совета»: «Порядок и единообразие государственных дел требуют, чтоб было одно средоточие для общего их соображения. Установление его должно быть соразмерно пространству дел к величию Империи. Оно должно иметь публичное существование, дабы действия власти управляющей не казались самопроизвольными». Государственный совет, по мнению Сперанского, должен был объединить действия императора с учреждениями, представляющими все ветви власти, а членам Государственного совета, назначаемым императором, предстояло играть роль верхней палаты парламента наподобие палаты лордов Великобритании.
Членов Государственного совета назначал и увольнял император, ими могли стать любые лица, вне зависимости от сословной принадлежности, чина, возраста и образования. Абсолютное большинство в Госсовете составляли дворяне, назначение в Госсовет в большинстве случаев было фактически пожизненным. По должности в число членов входили министры. Председатель и вице-председатель Государственного совета ежегодно назначались императором. В 1812—1865 годах председатель Госсовета был одновременно и председателем Комитета министров, среди членов Госсовета всегда были представители императорской фамилии, а с 1865 по 1905 год председателями Госсовета были великие князья (до 1881 года — Константин Николаевич, потом — Михаил Николаевич). Если на заседании Госсовета присутствовал император, то председательство переходило к нему. В 1810 году было 35 членов Государственного совета, в 1890 году — 60 членов, а в начале XX века их число достигло 90. Всего за 1802—1906 годы в Госсовете состояло 548 членов.
Полномочия Государственного совета предусматривали рассмотрение:
- новых законов или законодательных предположений, равно как и изменений в уже принятых законах;
- вопросов внутреннего управления, требующих отмены, ограничения, дополнения или разъяснения прежних законов;
- вопросов внутренней и внешней политики в чрезвычайных обстоятельствах;
- ежегодной сметы общих государственных приходов и расходов (с 1862 г. — государственной росписи доходов и расходов);
- отчетов Государственного контроля по исполнению росписи доходов и расходов (с 1836 г.);
- чрезвычайных финансовых мер и пр.

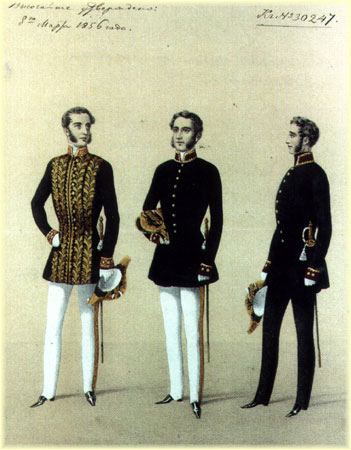
Парадная, праздничная и обыкновенная форменная одежда членов Государственного совета, утверждённая императором 8 марта 1856 года (РГИА)

Государственный совет состоял из общего собрания, Государственной канцелярии, департаментов и постоянных комиссий. Кроме того, при нём действовали различные временные особые совещания, комитеты, присутствия и комиссии.
Все дела поступали в Госсовет только через Государственную канцелярию на имя возглавлявшего её государственного секретаря. После определения, принадлежит ли данное дело ведению Госсовета, государственный секретарь распределял его в соответствующее отделение канцелярии, которое готовило его к слушанию в соответствующем департаменте Госсовета. Срочные дела по повелению императора могли сразу передаваться в общее собрание Госсовета, но обычно дело сначала проходило соответствующий департамент, а потом уже попадало в общее собрание. Согласно манифесту 1 января 1810 года через Государственный совет должны были проходить все принимаемые законы, но на деле это правило соблюдалось не всегда. Решение в департаментах и общем собрании принималось большинством голосов, но решающее слово оставалось за императором, который мог утвердить и мнение меньшинства Госсовета, если оно более отвечало его взглядам. Например, Александр I из 242 дел, по которым голоса в Совете разделились, утвердил мнение большинства лишь в 159 случаях (65,7 %), причем несколько раз поддержал мнение всего лишь одного члена Госсовета.
Согласно указу от 5 (17) апреля 1812 года Госсовет на время отсутствия императора подчинял себе министерства, а указ 29 августа (10 сентября) 1801 года, определял, что в случае продолжительного отсутствия императора в столице решения большинства общего собрания Госсовета принимают силу закона. В 1832 году полномочия Совета были несколько сокращены: министры перестали передавать ему ежегодные отчеты о своей деятельности.
15 (27) апреля 1842 года был принят новый документ, определяющий деятельность Совета, заменивший собой манифест 1810 г.: «Учреждение Государственного совета», разработанное комитетом под председательством князя И. В. Васильчикова. Новое положение несколько ограничило сферу деятельности Госсовета, обозначив ряд направлений законодательной деятельности, не подлежащих рассмотрению на его заседаниях, но одновременно и расширило её за счет административных дел и вопросов судопроизводства.

### Департаменты Государственного совета до 1906 года
Департамент законов (1810—1906). Рассматривал законопроекты в области административно-территориального устройства, судопроизводства, налогообложения, существенных реформ государственного аппарата, проекты положений и штатов отдельных государственных учреждений, промышленных, финансовых и торговых обществ, общественных организаций.
Председатели: граф П. В. Завадовский (1810—1812), граф В. П. Кочубей (1812), светлейший князь П. В. Лопухин (1812—1819), князь Я. И. Лобанов-Ростовский (1819—1825), В. А. Пашков (1825—1832), граф И. В. Васильчиков (1832—1838), граф М. М. Сперанский (1838—1839), Д. В. Дашков (1839), граф Д. Н. Блудов (1840—1861), князь П. П. Гагарин (1862—1864), М. А. Корф (1864—1871), князь С. Н. Урусов (1871—1882), Е. П. Старицкий (1883), барон А. П. Николаи (1884—1889), граф Д. М. Сольский (1889—1892), М. Н. Островский (1893—1899), Э. В. Фриш (1900—1905).
Департамент гражданских и духовных дел (1810—1906). Рассматривал юридические вопросы и дела духовного управления: формы и порядок судопроизводства; толкование и применение в судебной практике отдельных статей гражданского и уголовного законодательства; возведение в дворянство и лишение такового, дела о присвоении княжеских, графских и баронских титулов; дела о наследственных, земельных и прочих имущественных спорах, об отчуждении недвижимого имущества на государственные нужды или его передаче из государственной собственности в частные руки; об учреждении новых епархий и приходов православных и иных вероисповеданий. Также в департаменте рассматривались дела, вызвавшие разногласия при решении их в Сенате или между Сенатом и отдельными министерствами.
Председатели: светлейший князь П. В. Лопухин (1810—1816), граф В. П. Кочубей (1816—1819), В. С. Попов (1819—1822), граф Н. С. Мордвинов (1822—1838), С. С. Кушников (1839), принц П. Г Ольденбургский (1842—1881), Д. Н. Замятнин (1881), В. П. Титов (1882—1883), Н. И. Стояновский (1884—1897), Э. В. Фриш (1897—1899), Н. Н. Селифонтов (1900), Н. Н. Герард (1902—1905).
Департамент государственной экономии (1810—1906). Занимался вопросами финансов, торговли, промышленности и народного просвещения. Рассматривал законопроекты, связанные с развитием экономики, государственных доходов и расходов, финансовые сметы министерств и главных управлений, отчеты государственных банков, вопросы налогообложения, предоставления привилегий отдельным акционерным обществам, дела по открытиям и изобретениям.
Председатели: Н. С. Мордвинов (1810—1812), светлейший князь П. В. Лопухин (1812—1816), Н. С. Мордвинов (1816—1818), граф Н. Н. Головин (1818—1821), князь А. Б. Куракин (1821—1829), граф Ю. П. Литта (1830—1839), граф В. В. Левашов (1839—1848), граф А. Д. Гурьев (1848—1861), П. Ф. Брок (1862—1863), К. В. Чевкин (1863—1873), А. А. Абаза (1874—1880), граф Э. Т. Баранов (1881—1884), А. А. Абаза (1884—1892), граф Д. М. Сольский (1893—1905)
Департамент военных дел (1810—1854). Рассматривал вопросы военного законодательства; комплектования и вооружения армии; создания центральных и местных учреждений военного ведомства; средствах для обеспечения его хозяйственных нужд; сословных и служебных правах и привилегиях лиц, причисленных к военному ведомству, их судебной и административной ответственности. Фактически перестал действовать в 1854 году, но его председатель назначался до 1858 года, а члены — до 1859.
Председатели: граф А. А. Аракчеев (1810—1812), светлейший князь П. В. Лопухин (1812—1816), граф А. А. Аракчеев (1816—1826), граф П. А. Толстой (1827—1844), И. Л. Шаховской (1848—1858).
Временный департамент (1817). С 12 февраля по 21 апреля 1817 года под председательством графа Н. Н. Головина рассматривал до внесения в общее собрание законопроекты в финансовой области: об учреждении Государственного коммерческого банка, Совета государственных кредитных установлений, о введении питейного сбора, об управлении Государственной комиссией погашения долгов. Официального закрытия не было. Последнее заседание состоялось 21 апреля 1817 года.
Департамент дел Царства Польского (1832—1862). Образован после упразднения конституционной автономии Царства Польского для рассмотрения общих вопросов политики в отношении польских земель, разработки соответствующих законопроектов, а также росписи доходов и расходов Царства Польского.
Председатели: князь И. Ф. Паскевич (1832—1856), князь М. Д. Горчаков (1856—1861).
Департамент промышленности, наук и торговли (1900—1906). Рассматривал законопроекты и бюджетные ассигнования в области развития промышленности и торговли, а также просвещения; дела об утверждении уставов акционерных обществ и железных дорог; выдаче привилегий на открытия и изобретения.
Председатель: Н. М. Чихачёв (1900—1905).

### Комиссии и другие органы Государственного совета до 1906 года
Комиссия составления законов (1810—1826). Образована в 1796 году для осуществления кодификации законодательства. С образованием Госсовета вошла в его состав. Упразднена в связи с созданием II отделения Собственной Его Императорского Величества канцелярии, взявшего на себя указанные функции. В 1882 году II Отделение было вновь передано Государственному совету, образовав Кодификационный отдел (1882—1893), упраздненный после передачи вопросов кодификации законодательства Государственной канцелярии.
Комиссия по принятию прошений (1810—1835). Была создана для принятия жалоб, связанных с деятельностью органов власти, а также прошений, связанных с назначением различного рода пособий. После 1835 года выведена из состава Госсовета и подчинена непосредственно императору. Существовала до 1884 года, после чего была преобразована в особую Канцелярию по принятию прошений, упразднённую в 1917 году.
Особое присутствие для предварительного рассмотрения жалоб на определения департаментов Сената (1884—1917). В его задачу входило рассмотрение жалоб на решения департаментов Сената и определение возможности передачи соответствующих дел на рассмотрение общего собрания Госсовета.
|  |

## Государственный совет в 1906—1917 годах

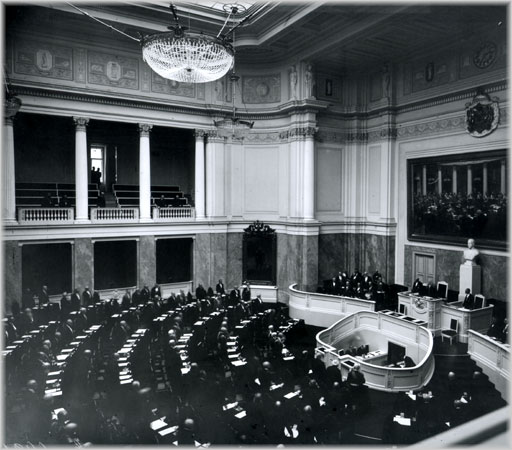
Заседание Государственного совета в Мариинском дворце. 1908 год. (РГИА)

Манифест 20 февраля 1906 года «О переустройстве учреждения Государственного Совета» наделял Государственный совет уже законодательными, а не законосовещательными полномочиями, фактически превращая его в верхнюю палату российского парламента, наряду с нижней палатой — Государственной думой.

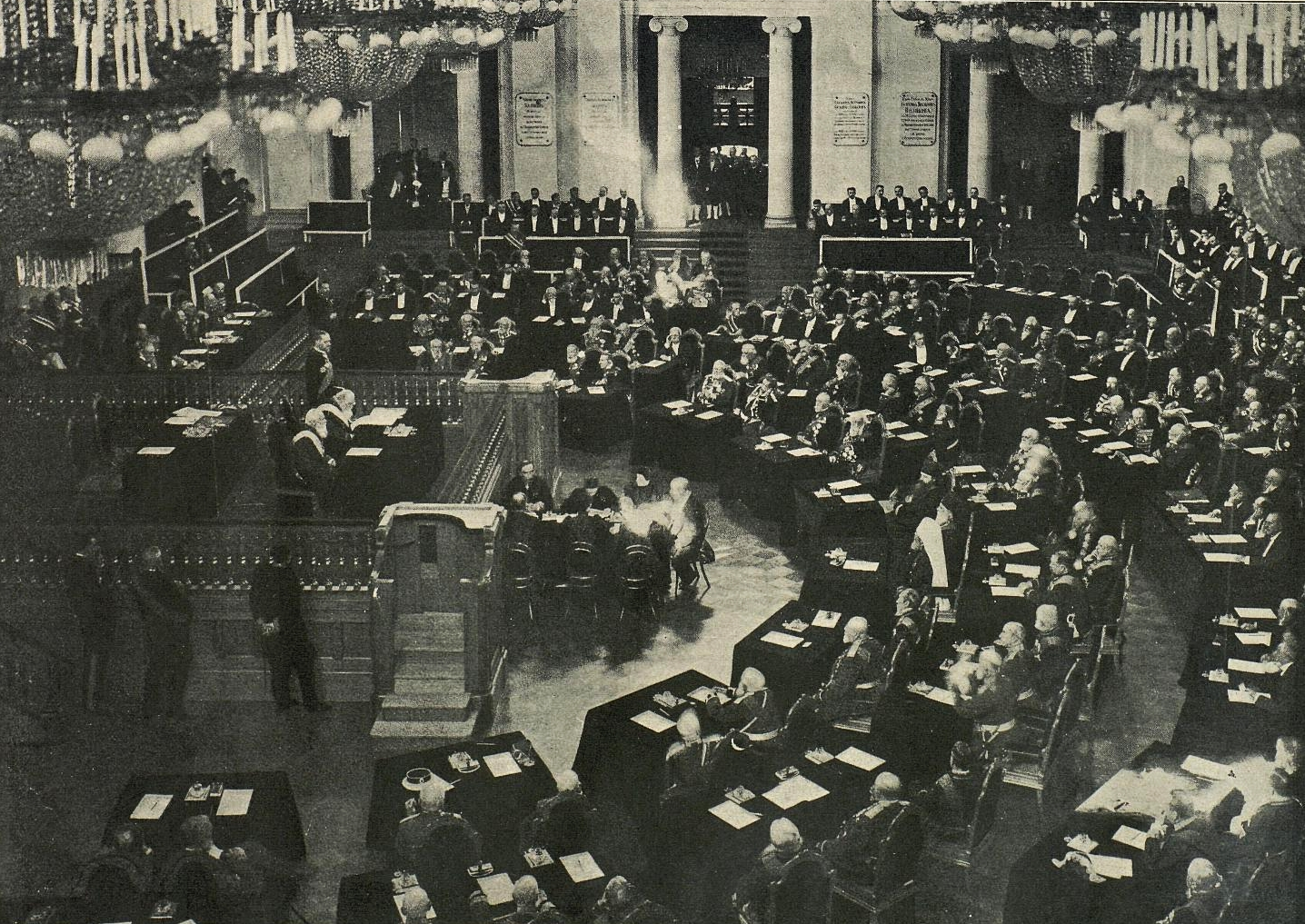
Первое торжественное заседание реформированного Государственного совета в зале Дворянского собрания, 27 апреля 1906.

В соответствии с Указом «О переустройстве учреждения Государственного Совета» от 23 апреля 1906 года были радикально изменены принципы формирования Государственного совета. Половина членов Государственного совета назначалась императором, другая половина — избиралась. Члены по выборам пользовались депутатской неприкосновенностью, в то время как члены по назначению оставались в первую очередь должностными лицами. Назначенные члены определялись в Госсовет по докладу председателя Совета Министров бессрочно. Списки назначенных часто превышали количество мест, поэтому 1 января каждого года 98 человек из списков определяли «на один год к присутствию» в общее собрание Государственного Совета. Общее число членов Госсовета по назначению не могло превышать число членов по выборам, их состав пересматривался ежегодно 1 января. Не попавшие «на один год к присутствию» из списка назначенных в Госсовет оставались на государственной службе, получали жалование членов Совета, но прав и обязанностей в общем собрании Госсовета не имели. Всего в первом составе Государственного совета было 196 членов (98 назначенных и 98 выбранных).
Избрание проводилось по 5 разрядам (куриям):
- от православного духовенства — 6 человек (избирались Синодом по представлению епархиальных архиереев по 3 человека от чёрного и белого духовенства);
- от губернских дворянских обществ — 18 человек (от каждой губернии по 2 выборщика на общее собрание, избиравшее членов Государственного совета);
- от губернских земских собраний — по одному от каждого (от 44 человек из числа лиц, владеющих утроенным земельным или имущественным цензом для выборов в Государственную думу, за исключением лиц, прослуживших второй срок предводителями дворянства; избирались на три года);
- от академии наук и университетов — 6 человек (Академия наук и каждый университет выбирали трёх выборщиков из числа ординарных академиков или профессоров, которые на общем собрании избирали членов Государственного совета);
- от Совета торговли и местных комитетов торговли и мануфактур, биржевых комитетов и купеческих управ — 12 человек;
- от Финляндского сейма — 2 человека.

Выборы были как прямыми (от губернских земских собраний) так и двухступенчатыми. Срок избрания членов по выборам составлял 9 лет. Каждые 3 года проводилась ротация, в результате которой выбывала 1/3 членов Совета по этим разрядам в очередном порядке. Это не касалось членов, избранных от земств, которые переизбирались каждые три года в полном составе. В Государственный совет не могли быть избраны лица, не имевшие права участвовать в выборах в Государственную Думу, лица моложе 40 лет или не окончившие курса в средних учебных заведениях и иностранные подданные. Председатель Государственного совета и его заместитель ежегодно назначались императором из числа членов Совета по назначению.
Статья 106-я Основных государственных законов определяла, что «Государственный совет и Государственная Дума пользуются равными в делах законодательства правами»; в реальности у Думы были определённые полномочия, которыми не обладал Совет. В случае прекращения или перерыва в деятельности Государственного совета и Государственной думы законопроект мог быть обсужден в Совете министров и утверждён императором в форме высочайшего указа, немедленно вступающего в силу. Но в большинстве случаев действовала обычная процедура: законопроект проходил через Думу и поступал в Госсовет. Здесь он обсуждался в соответствующей комиссии и департаменте, а затем — в общем собрании Совета.
Структура Государственного совета после 1906 года существенно изменилась. В нём помимо общего собрания и Государственной канцелярии осталось только два департамента (вместо четырёх), увеличилось число постоянно действующих комиссий. Заседания общего собрания Госсовета теперь стали публичными, на них могли присутствовать публика и представители прессы.
В Госсовете появились и свои политические группировки, объединявшие как выборных, так и назначенных членов: в 1906 году образовались «Группа Правых», «Группа Центра» и «Группа Левых»; в 1910 году — «Кружок внепартийного объединения», в 1911 году — «Группа Правого Центра».
В ходе Февральской революции 25 февраля 1917 года император Николай II издал указы о «перерыве в занятиях» Государственного совета и Государственной думы с планируемым сроком возобновления их деятельности не позднее апреля 1917 года. Однако свою деятельность Государственный совет так и не возобновил. Его общие собрания больше не собирались. С 1 мая 1917 года Временным правительством были упразднены должности членов Государственного совета по назначению. В октябре 1917 года в Мариинском дворце начал заседать новообразованный совещательный орган Временный совет Российской республики. В декабре 1917 года Государственный совет окончательно был упразднен декретом Совета народных комиссаров.

### Департаменты Государственного совета в 1906—1917 годах
Первый департамент сосредоточил в своих руках главным образом правовые вопросы. Он принимал решения по вопросам, которые вызвали разногласия в Сенате, между Сенатом и Министерством юстиции, Военным советом или Адмиралтейств-советом. Рассматривал дела, касающиеся ответственности за преступления, совершённые членами Государственного совета и Государственной думы, министрами и другими высшими чиновниками (занимавшими должности 1—3 классов по Табели о рангах), а также дела об утверждении в княжеском, графском и баронском достоинстве и др.
Председатель: А. А. Сабуров (1906—1916).
Второй департамент был специализирован на вопросах, связанных с финансами и экономикой. Он рассматривал годовые отчёты Министерства финансов, Государственного банка, Государственного дворянского земельного банка, Крестьянского поземельного банка, государственных сберегательных касс, дела связанные с частными железными дорогами, продажей частным лицам казённых земель и др.
Председатели: Ф. Г. Тернер (1906), Н. П. Петров (1906—1915), В. Н. Коковцов (1916—1917).

### Политические группировки в составе Государственного совета в 1906—1917 годах
| годы | Члены Госсовета | Члены Госсовета                  | Члены Госсовета | Члены Госсовета       | Члены Госсовета |
| годы | Группа Левых    | Кружок внепартийного объединения | Группа Центра   | Группа Правого Центра | Группа Правых   |
| ---- | --------------- | -------------------------------- | --------------- | --------------------- | --------------- |
| 1906 | 13              | —                                | 100             | 20                    | 56              |
| 1907 | 13              | —                                | 100             | 20                    | 59              |
| 1908 | 16              | —                                | 100             | 20                    | 66              |
| 1910 | 11              | —                                | 87              | 20                    | 77              |
| 1911 | 6               | 16                               | 63              | 20                    | 77              |
| 1912 | 6               | 12                               | 63              | 20                    | 77              |
| 1915 | 6               | 12                               | 63              | 20                    | 70              |
| 1917 | 19              | 18                               | 50              | 20                    | 71              |

Группа Правых — организовалась в мае 1906 года. Костяк состава образовался из членов Госсовета по назначению. Численность группы постоянно возрастала: 1906 г. — 56 членов, 1907 г. — 59 членов, 1908 г. — 66 членов, 1910 г. — 77 членов, 1915 г. — 70 членов, в феврале 1917 г. — 71 член. Внутри группы её участники делились на крайнее и умеренное течения. Крайнее крыло группы настаивало на том, что «…историческая задача России, русского правительства…состоит в том, чтобы обрусить все нерусское и оправославить все неправославное». Они считали недопустимым положение, при котором верховная власть «не регулирует жизни», а «является органом, управляемым жизнью и подчинённым её течениям». Умеренное крыло группы, соглашаясь с монархизмом, тем не менее, возражало против «торжества всё нивелирующей, всё в своих руках централизующей бюрократии». В разные годы группу возглавляли: С. С. Гончаров (крайний; 1906—1908), П. Н. Дурново (крайний; 1908—1911 и 1911—1915), П. П. Кобылинский (крайний; 1911), А. А. Бобринский (умеренный; 1915—1916), И. Г. Щегловитов (умеренный; 1916), А. Ф. Трепов (умеренный; 1917).
Группа Правого Центра — официально организовавшаяся как самостоятельная группа в 1911 г., отколовшийся от «Группы Центра» «Кружок нейтгардтцев» названный по имени его вдохновителя. Поэтому эта группа отличалась наилучшей внутренней дисциплиной. Позднее к группе присоединились также некоторые депутаты из умеренного крыла «Группы Правых». Костяк группы состоял из выборных членов Госсовета. Солидаризируясь то с «Группой Центра», то с «Группой Правых» до 1915 г. именно эта группа оказывала главное влияние на исход голосования Госсовета. Несмотря на исход из неё членов, поддержавших идеи Прогрессивного блока, члены «Группы Правого Центра» отклонили предложение о коалиции «Группы Правых» против Прогрессивного блока. Численность группы отличалась постоянством — 20 депутатов. Глава группы: А. Б. Нейдгардт (1911—1917).
Кружок внепартийного объединения — образован в декабре 1910 г. беспартийными членами по назначению, некоторыми членами умеренно-правого крыла «Группы Правых» и «Группы Центра», отпавшими от своих групп. Численность: 1911 г. — 16 членов, 1912 г. — 12 членов, 1913 г. — 12 членов, в феврале 1917 г. — 18 членов. До 1915 г. не имела общей идеологии, после группа солидаризировалась «Группой Центра», поддерживающей Прогрессивный блок. Главы группы: барон Ю. А. Икскуль фон Гильденбандт (1910—1911), князь Б. А. Васильчиков (1911—1917), граф В. Н. Коковцов (1917).
Группа Центра — образовалась в мае 1906 г. членом А. С. Ермолаевым из умеренно-либеральных членов Госсовета по назначению. Члены группы были достаточно разнородны по своим политическим воззрениям, формально объединяясь общей консервативно-либеральной платформой, близкой октябристской. Первоначально являясь крупнейшей группой Госсовета по численности состава (в 1906 г. — 100 членов), ввиду идейной разношёрстности членов в 1907—1912 гг. численно сокращалась и структурно дробилась (в 1910 г. — 87 членов; в 1911 г. — 63 членов; в феврале 1917 г. — 50 членов). С 1906—1907 г. внутри группы возникли несколько подгрупп, голосовавших отдельно от группы по ряду проблем. В мае 1906 г. идейно выделилась подгруппа «Польское коло» (14 членов). В 1907 г. внутри «Группы Центра» выделились ещё 2 подгруппы: «Кружок нейдгардтцев» (с 1911 г. — «Группа Правого Центра»;15—20 членов; в основном выборные от земств и поместные дворяне-остзейцы). Наиболее дисциплинированная и самостоятельная подгруппа из всех. Глава — А. Б. Нейдгардт. Объединял членов центра со смещением вправо в отношении голосования по национальным и религиозным вопросам. «Основная подгруппа» (в основном все назначенцы, часть выборных от земств, дворянства, землевладельцев) включала в себя оставшихся членов «Группы Центра». В 1909—1912 гг. из основной подгруппы выделялась ещё «Торгово-промышленная подгруппа», объединявшая промышленников и финансистов, голосовавших исходя из собственных и корпоративных интересов. В 1915—1917 гг. — примкнула и возглавила в Госсовете Прогрессивный блок, тем самым став фактической оппозицией. Именно их позиция определяла голосования в тот период. Главы группы: А. С. Ермолаев (1906—1907), князь П. Н. Трубецкой (1907—1911), А. А. Сабуров (1912—1913), В. В. Меллер-Закомельский (1913—1917).
Группа Левых — образовалась в апреле-мае 1906 г. только из выборных депутатов — сторонников кадетской партии, но впоследствии отражала настроения околопрогрессистского толка (при этом сохранив в костяке руководства кадетов). Состояла только из выборных депутатов. Численность: 1906 г.— 13 членов; 1907 г. — 13 членов; 1908 г. — 16 членов, 1910 г. — 11 членов; 1911 г. — 6 членов; в феврале 1917 г. — 19 членов. В 1915 г. группа примкнула к Прогрессивному блоку. Главы группы: Д. И. Багалей (1906), Д. Д. Гримм (1907—1917).

## Председатели Государственного Совета

### В 1810—1906 годах
1. Граф Николай Петрович Румянцев (1810—1812)
2. Князь Николай Иванович Салтыков (1812—1816)
3. Светлейший князь Пётр Васильевич Лопухин (1816—1827)
4. Князь Виктор Павлович Кочубей (1827—1834)
5. Граф Николай Николаевич Новосильцев (1834—1838)
6. Князь Илларион Васильевич Васильчиков (1838—1847)
7. Граф Василий Васильевич Левашов (1847—1848)
8. Светлейший князь Александр Иванович Чернышёв (1848—1856)
9. Князь Алексей Фёдорович Орлов (1856—1861)
10. Граф Дмитрий Николаевич Блудов (1862—1864)
11. Князь Павел Павлович Гагарин (1864—1865)
12. Великий князь Константин Николаевич (1865—1881)
13. Великий князь Михаил Николаевич (1881—1905)
14. Граф Дмитрий Мартынович Сольский (1905—1906)

### В 1906—1917 годах
1. Эдуард Васильевич Фриш (1906—1907)
2. Михаил Григорьевич Акимов (1907—1914)
3. Иван Яковлевич Голубев (вр.и.о. 1914—1915)
4. Анатолий Николаевич Куломзин (1915—1917)
5. Иван Григорьевич Щегловитов (1917)

## Помещения Государственного совета

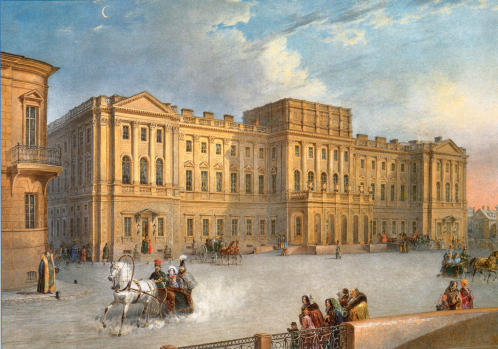
Мариинский дворец на Исаакиевской площади Санкт-Петербурга

Государственный совет как высший законосовещательный орган Российской империи долгое время располагался непосредственно в Зимнем дворце, в котором было отведено 6 комнат надворной анфилады вдоль Тёмного коридора в западном корпусе, с 1828 года — в помещениях первого этажа здания Большого Эрмитажа, где до сих пор сохранила своё название Советская лестница. После взрыва в Зимнем дворце 5 (17) февраля 1880 года при неудачном покушении на императора Александра II государственный секретарь Е. А. Перетц писал специальную записку об обеспечении безопасности помещений Госсовета или его переводе в другое здание.
В 1885 году Государственный совет был перемещён в Мариинский дворец, где и находился вплоть до 1917 года. После преобразования Госсовета в 1906 году и значительного увеличения числа его членов помещения Мариинского дворца были перестроены, в частности, расширен зал заседаний. Работы были закончены к 15 (28) октября 1908 года, а до той поры обновлённый Совет заседал в помещении Петербургского Дворянского собрания, специально снимаемом для этой цели.
В 1883—1887 годах на углу Миллионной улицы и Зимней канавки было построено здание архива Государственного совета (архитектор М. Е. Месмахер, производитель работ В. М. Карлович).